# Lorenzo Gardella
Lorenzo Gardella (Genova, 29 maggio 1993) è un pallanuotista italiano, di ruolo portiere.

## Statistiche

### Presenze e reti nei club giovanili
| Stagione        | Squadra         | Campionato      | Campionato | Campionato | Coppe nazionali | Coppe nazionali | Coppe nazionali | Coppe continentali | Coppe continentali | Coppe continentali | Totale | Totale |
| Stagione        | Squadra         | Comp            | Pres       | Reti       | Comp            | Pres            | Reti            | Comp               | Pres               | Reti               | Pres   | Reti   |
| --------------- | --------------- | --------------- | ---------- | ---------- | --------------- | --------------- | --------------- | ------------------ | ------------------ | ------------------ | ------ | ------ |
| 2007-2008       | Camogli         | Allievi A       | 4          | 0          |                 | -               | -               |                    | -                  | -                  | 4      | 0      |
| 2008-2009       | Camogli         | Allievi A       | 26         | 0          |                 | -               | -               |                    | -                  | -                  | 26     | 0      |
| 2009-2010       | Camogli         | Allievi A       | 19         | 0          |                 | -               | -               |                    | -                  | -                  | 19     | 0      |
| Totale carriera | Totale carriera | Totale carriera | 49         | 0          |                 | -               | -               |                    | -                  | -                  | 49     | 0      |

### Presenze e reti nei club
Statistiche aggiornate al 23 dicembre 2010.
| Stagione        | Squadra         | Campionato      | Campionato | Campionato | Coppe nazionali | Coppe nazionali | Coppe nazionali | Coppe continentali | Coppe continentali | Coppe continentali | Totale | Totale |
| Stagione        | Squadra         | Comp            | Pres       | Reti       | Comp            | Pres            | Reti            | Comp               | Pres               | Reti               | Pres   | Reti   |
| --------------- | --------------- | --------------- | ---------- | ---------- | --------------- | --------------- | --------------- | ------------------ | ------------------ | ------------------ | ------ | ------ |
| 2010-2011       | Camogli         | A1              | 10         | 0          | -               | -               | -               | -                  | -                  | -                  | 10     | 0      |
| Totale carriera | Totale carriera | Totale carriera | 10         | 0          |                 | -               | -               |                    | -                  | -                  | 10     | 0      |